# Jack Cohen
Jack Cohen (19. září 1933, Norwich – 6. května 2019) byl anglický biolog, vyučující na univerzitě ve Warwicku. Pracoval především jako konzultant pro scifi autory (jak televizní, tak literární), radil převážně v oblasti mimozemského života.
Spolupracoval například s Anne McCaffrey na cyklu Drakeni z Pernu, na cyklu Legacy of Heorot, na seriálu Akta X (kde byl parodován v postavě spisovatele Jose Chunga) a s Terrym Pratchettem a matematikem Ianem Stewartem na cyklu knih Věda na Zeměploše. S již uváděným Ianem Stewartem dále spolupracoval na několika populárněvědeckých knihách z oblasti gnozeologie a filozofie vědy (série Věda na Zeměploše patří do stejného oboru).
Jedním z jeho žáků je biolog Paul Nurse, který získal Nobelovu cenu za fyziologii a lékařství v roce 2001 za objevy klíčových regulátorů buněčného cyklu. V roce 1999 jeho a Iana Stewarta Terry Pratchett jmenoval "čestnými mágy Neviditelné univerzity", ceremoniál se konal na Univerzitě ve Warwicku.
Vydal mnoho odborných i populárněvědeckých prací, několik scifi knih (často spolupracoval s Ianem Stewartem), nicméně v češtině vyšly pouze knihy, na nichž spolupracovali s Terrym Pratchettem, totiž knihy Věda na Zeměploše a Koule – Věda na Zeměploše.